# Revolta de Constantino e Fruzhin

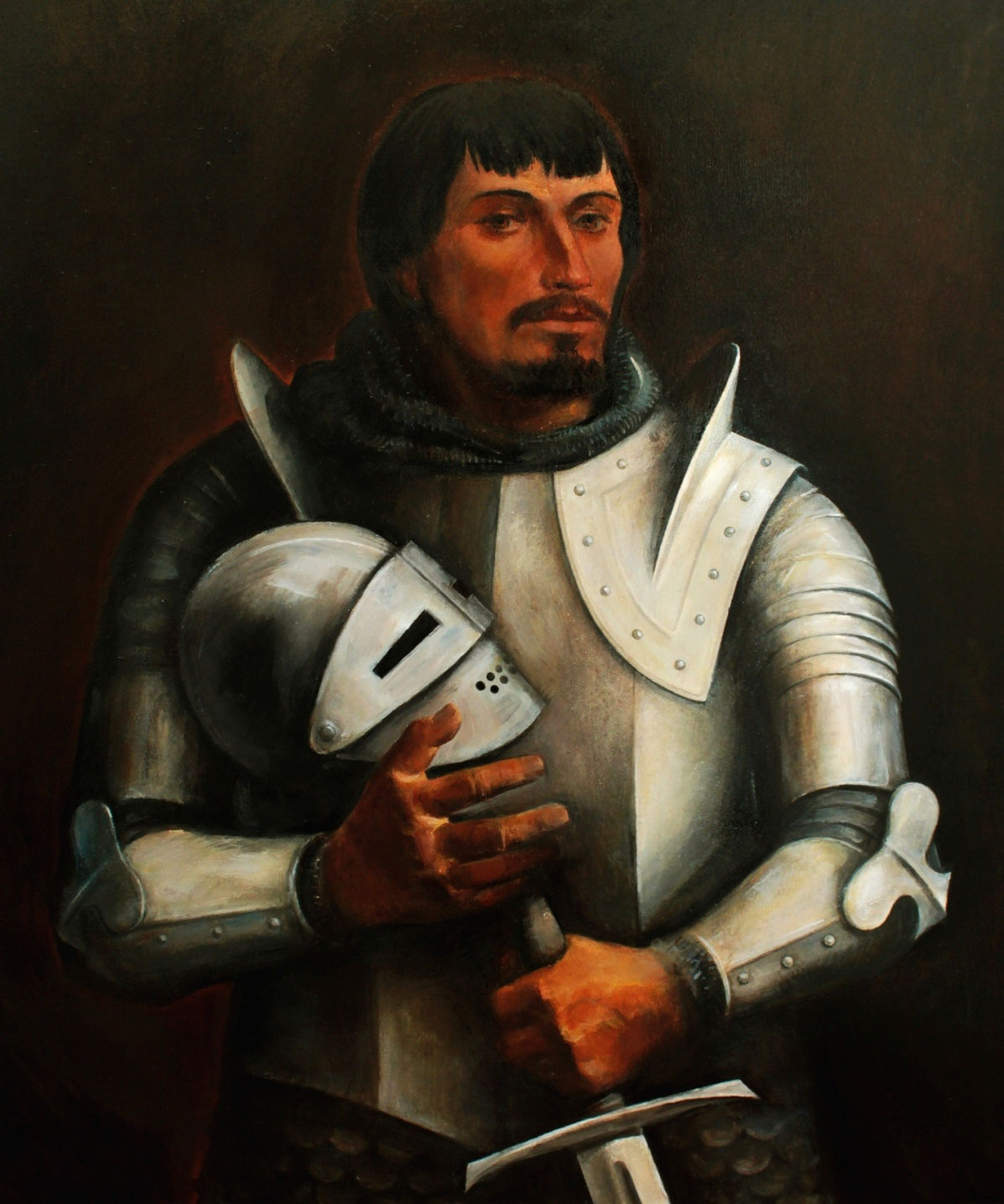
Fruzhin

A Revolta de Constantino e Fruzhin (em búlgaro:  Въстание на Константин и Фружин - Vastanie na Konstantin and Fruzhin) foi a primeira revolta búlgara contra o domínio do Império Otomano, organizada no início do século XV por dois nobres e apoiada por uma coalizão de estados cristãos. Contudo, ela não foi suficiente para libertar a Bulgária.

## Contexto
Fruzhin era filho do czar João Sismanes e Constantino era seu primo, filho do czar de Vidim João Esracimir, irmão de João Sismanes. Constantino havia emigrado para o Reino da Hungria e para o Despotado da Sérvia conforme os otomanos conquistavam os Balcãs e organizou uma revolta no norte da Bulgária com a ajuda do príncipe da Valáquia Mircea I, o Velho, do déspota Estêvão Lazarevic da Sérvia e rei Sigismundo da Hungria.
A derrota otomana para as forças de Tamerlão na Batalha de Ancara em 1402 proporcionou as condições ideais para uma revolta e as forças cristãs cruzaram o Danúbio a partir do norte invadindo a Bulgária: Mircea I e Constasntino invadiram Dobruja enquanto Fruzhin e um exército húngaro-sérvio invadiu a região de Vidin, a noroeste. Estas invasões tiveram muito sucesso a princípio e foram logo seguidas por levantes da população búlgara em vários outros pontos.
A escala, as datas e a duração exata da revolta são incertas. De acordo com algumas fontes, ela teria se iniciado em 1404, mas foi rapidamente esmagada por um dos filhos de Bajazeto I, Solimão, o Cavalheiro, apesar de a Valáquia ter conseguido manter a Dobruja e os sérvios expandindo seu território às custas da Bulgária, de modo que os esforços de Constantino e Fruzhin teriam sido inúteis. Outras alegam que a revolta começou em 1408 e os dois teriam conseguido recuperar e manter seus domínios ao sul do Danúbio até pelo menos 1413, quando os relatos contam que Muça, o Cavalheiro teria "arruinado os búlgaros". De acordo com um terceiro grupo de historiadores, que baseiam suas teorias numa nota de Ducas que afirma que delegados búlgaros teriam comparecido às negociações em Bursa entre Maomé I, o Cavalheiro e Manuel II Paleólogo em 1413, a revolta foi esmagada em uma data tão tardia quanto 1418, juntamente com diversas outras revoltas não relacionadas.
Depois do final da revolta, seus líderes, Constantino e Fruzhin, se viram novamente exilados, Constantino na Sérvia e Fruzhin na Hungria. O primeiro morreu em 1422 ao passo que Fruzhin continuou ativo na Hungria tentando restaurar o Império Búlgaro. Ele participou do ataque de Dan II a Silistra em 1425 e recebeu o controle de Lippa, no condado de Temes, de Sigismundo por conta disso. Ele foi enviado depois pelo rei húngaro para ajudar os rebeldes albaneses liderados por Gjergj Arianit Komneni em 1435. Ele também participou da campanha de Vladislau III da Polônia que culminaria no desastre da Batalha de Varna em 1444. Fruzhin morreu por volta de 1460.